# Pengadah
Pengadah is een bestuurslaag in het regentschap Natuna van de provincie Riau-archipel, Indonesië. Pengadah telt 435 inwoners (volkstelling 2010).